# Plainview (Minnesota)
Plainview es una ciudad ubicada en el condado de Wabasha en el estado estadounidense de Minnesota. En el Censo de 2010 tenía una población de 3340 habitantes y una densidad poblacional de 595,65 personas por km².

## Geografía
Plainview se encuentra ubicada en las coordenadas 44°9′53″N 92°10′9″O / 44.16472, -92.16917. Según la Oficina del Censo de los Estados Unidos, Plainview tiene una superficie total de 5.61 km², de la cual 5.6 km² corresponden a tierra firme y (0.09%) 0.01 km² es agua.

## Demografía
Según el censo de 2010, había 3340 personas residiendo en Plainview. La densidad de población era de 595,65 hab./km². De los 3340 habitantes, Plainview estaba compuesto por el 94.85% blancos, el 0.18% eran afroamericanos, el 0.15% eran amerindios, el 0.33% eran asiáticos, el 0.03% eran isleños del Pacífico, el 3.47% eran de otras razas y el 0.99% pertenecían a dos o más razas. Del total de la población el 7.81% eran hispanos o latinos de cualquier raza.